# Народно-освободительная армия Китая
Наро́дно-освободи́тельная а́рмия Кита́я (НОАК, кит. трад. 中国人民解放军, пиньинь Zhōnggúo Rénmín Jiěfàng Jūn, палл. Чжунго Жэньминь Цзефан Цзюнь) — официальное название ВС КНР, крупнейших по численности в мире (658 млн человек на действительной службе). Основана 1 августа 1927 года в результате Наньчанского восстания как коммунистическая «Красная армия», под руководством Мао Цзэдуна во время гражданской войны в Китае (1930-е годы) организовывала крупные рейды (Великий поход китайских коммунистов). Название «Народно-освободительная армия Китая» стало использоваться по отношению к вооружённым силам, сформированным летом 1946 года из войск КПК — 8-й армии, Новой 4-й армии и Северо-Восточной армии; после провозглашения КНР в 1949 году это название стало употребляться по отношению к вооружённым силам страны.
НОАК подчиняется не прямо партии или правительству, а двум специальным Центральным военным комиссиям — государственной и партийной. Обычно эти комиссии идентичны по своему составу, а термин ЦВК употребляется в единственном числе. Пост председателя ЦВК является ключевым в системе государственного управления. В последние годы его обычно занимает Председатель КНР, но в 1980-е годы ЦВК возглавлял Дэн Сяопин, который фактически был руководителем страны (при этом он никогда не был ни Председателем КНР, ни премьером Государственного Совета КНР, а пост генсека ЦК КПК он занимал ещё при Мао Цзэдуне до начала «Великой пролетарской культурной революции»).
Вооружённые силы КНР разделены на пять военных округов (также включающих в себя три флота), организованных по территориальному принципу: восток, север, запад, юг и центр.
На 2018 год занимала третье место в рейтинге Пучека сильнейших армий мира после ВС США и ВС РФ.
В 2020 году, по собственным оценкам, вышла на второе место и планомерно трансформируются в армию американского образца с мощным флотом и авиацией, способную вести боевые действия далеко от дома.
Девиз — Служим народу (кит. 为人民服务, Вэй жэньминь фу’у); Подчиняться Партии, побеждать в бою, добросовестно нести службу (кит. 听党指挥，能打胜仗，作风优良, ‘‘Тин дан чжихуэй, нэн дашэн чжан, цзофэн юлян’’).

## История
После капитуляции Японии СССР передал НОАК трофейное вооружение Квантунской армии: 861 самолёт, 600 танков, артиллерию, миномёты, 1200 пулемётов, а также стрелковое оружие, боеприпасы и иное военное имущество.
Модернизация китайских ВС ускорилась со второй половины 1990-х годов в соответствии с требованиями центрального руководства (см. Цзян Цзэминь) о разработке военных вариантов в отношении Тайваня.
В 2010-е годы под руководством Си Цзиньпина начата новая военная реформа, направленная на подготовку армии нового типа, соответствующей требованиям современных войн: созданы 3 новых рода войск, 5 зон боевого командования сухопутными войсками (вместо 7 военных округов). Также изменена структура Центрального военного комитета и руководства Армии.

## Программа оборонительных расходов и сами расходы
Официальные китайские лица заявляют, что в ходе гонки вооружений Китай на первом месте, и он в состоянии выдержать любое давление, и тем более не стремится к войне. Тем не менее расходы на оборону КНР резко увеличились в 2001—2009 годах с 17 млрд долларов до 71 млрд долларов. В 2017 году военный бюджет Китая вырастет на 7 % и составит 1,044 триллиона юаней (около 151,8 миллиарда долларов США).
Оборонный бюджет Китая в 2018 году увеличился на 8,1 % до 1,107 трлн юаней (175 млрд долларов США).
В 2019 году расходы на оборону выросли по сравнению с 2018 годом ещё на 7,5 % и достигли 1,19 трлн юаней (177,49 млрд долларов США).
В начале 2016 года была начата новая реформа НОАК. Изменено разделение Вооружённых сил по территориальному принципу путём сокращения военных округов до пяти. Также были сформированы новые рода войск. Целью начатых масштабных преобразований является достижение к 2020 году нового уровня управляемости НОАК, оптимизация структуры армии и создание вооружённых сил, способных побеждать в эпоху информационных технологий.
В 2015 году было объявлено об очередном сокращении Вооружённых сил на 300 тыс. человек. 5 марта 2018 года на открытии ежегодной сессии Всекитайского собрания народных представителей премьер Госсовета КНР Ли Кэцян заявил: «Меры по сокращению численности военнослужащих на 300 тыс. в целом завершены». После воплощения этих планов в Вооружённых силах осталось 2 035 000 человек.
Официальный представитель парламентской сессии ВСНП 14-го созыва Ван Чао заявил, что Китай в 2023 году увеличит военный бюджет на 7,2 % до 1,6 трлн юаней (224,8 млрд долларов США).

## Учения
В 1999 и 2001 г. были проведены крупномасштабные учения, посвящённые отработке высадки десанта на Тайвань. В учениях было задействовано 100 тыс. единиц различных плавсредств.
14 ноября 2003 г. ВМС КНР и Пакистана провели совместные учения в Восточно-Китайском море. Отрабатывалось взаимодействие по спасению судов.
В августе 2003 г. иностранным наблюдателям (27 человек из Великобритании, Германии, Израиля, Канады, Пакистана, РФ, Сингапура, США, Таиланда, Танзании, Турции, Франции и ЮАР) было впервые позволено наблюдать за учениями на полигоне во Внутренней Монголии. В тактических учениях использовалась артиллерия, танки, бронемашины, вертолёты; участвовало ~ 5 тыс. военнослужащих.
В августе 2005 г. на территории Дальневосточного военного округа и Шаньдунском полуострове были проведены совместные китайско-российские учения, участвовало более 10 тыс. военнослужащих. Цель — укрепление дружеских связей, совместное противодействие терроризму.
Позднее, в 2006 г., были проведены беспрецедентные по масштабам учения двух самых мощных военных округов — Пекинского и Шеньянского (прилегающих к границе с РФ). В ходе учений войска были переброшены на расстояние ~1000 км (по железной дороге и своим ходом); отрабатывались действия на большом удалении от мест базирования. Во время учений применялись новые самолёты ДРЛО.
В августе 2007 г. на полигоне в Челябинской области (около г. Чебаркуль) проводилось антитеррористическое учение (РФ, КНР, Казахстан, Таджикистан, Киргизия, 20 офицеров из Узбекистана). Задействовано в общей сложности ~ 6 тыс. военнослужащих.
В 2009 г. были проведены крупномасштабные учения (больше, чем в 2006 г.), в которых участвовало 4 из 7 военных округов. Отрабатывались совместные действия всех родов войск в условиях современной войны, при этом 4 дивизии совершили марш на расстояние 2000 км, а общая протяжённость переброски войск составила 50 000 км. Во время учений проверялась современная боевая техника и работа национальной спутниковой навигационной системы Бэйдоу. Местность, где проводились учения, по своим физико-географическим условиям соответствует районам Центральной Азии, Дальнего Востока и Забайкалья. По оценке автора, на учениях отрабатывали проведение наступательной операции наземных войск; «глубина наступления» 2000 км не соответствует ни размерам Кореи (~750 км), ни Юго-Восточной Азии (~1500 км).
Зимой 2012—13 гг. войска двух округов, граничащих с РФ, провели учения с применением бронетанковой техники и артиллерии в условиях экстремально низких температур и глубокого снежного покрова. Физико-географические и климатические условия, в которых они проводились, соответствовали условиям в РФ и Казахстане. В военно-аналитических и экспертных документах, описанные выше учения (отработка наступления на сухопутном театре военных действий) — не упомянуты вообще.
Первый (из двух) китайских авианосцев принял участие в учениях в 2017 г. Авианосец сопровождало два эсминца, проводились полёты самолётов Су-33.
В сентябре 2019 г. более 1,5 тыс. военнослужащих НОАК и 200 единиц боевой техники приняли участие в учениях, проводившихся на территории РФ (Оренбургская, Челябинская, Курганская, Астраханская и Кемеровская области, Дагестан и Алтайский край). Цель учений «Центр '2019» — отработка совместных (с подразделениями РФ; а также других стран) действий по борьбе с террористами. В октябре того же года НОАК присутствовали и в учениях в рамках «Сотрудничества '2019». Золотов заявил, что совместные учения помогли Росгвардейцам и китайцам преодолеть языковый барьер; были выполнены все поставленные задачи (ликвидация террористов в горной, лесистой и открытой местности, в зданиях).
Согласно заявлению официального представителя Министерства обороны КНР Тань Кэфэя, в период с 6 по 15 сентября 2021 г. Китай впервые проведёт международные миротворческие учения «Общая судьба — 2021», в которых примут участие более 1000 военнослужащих из Китая, Пакистана, Монголии и Таиланда.
В ноябре 2023 года НОАК совместно с ВС Камбоджи, Лаоса, Малайзии, Таиланда и Вьетнама провели военные учения. Как сообщили в ведомстве, целью учений стала отработка действий по противодействию терроризму и пиратству. Также сообщается, что эти учения способствовали укреплению мира и стабильности в Азиатско-Тихоокеанском регионе.
В октябре 2024 года командование Восточного театра военных действий Народно-освободительной армии (НОАК) провели серию комплексных и учений в Восточно-Китайском море. Согласно заявлению командования, учения были направлены на оценку возможностей ВМС по консолидированному ведению боевых действий. Маневры включали совместные противолодочные и поисково-спасательные операции и выполнение оперативного технического обслуживания военных судов.

## Структура
Народно-освободительная армия Китая состоит из шести видов и отдельных родов вооружённых сил: СВ, ВВС, ВМС, Ракетных войск, Сил стратегического обеспечения и Сил материально-технического обеспечения.

Территориальное деление вооружённых сил (с 2016)

1 февраля 2016 года начато формирование новых военных округов (по типу американских объединённых командований или российских ОСК), в которых все рода войск в конкретном регионе находятся под единым управлением командующего округом:
- Северное командование театра военных действий (бывший Шэньянский военный округ, включая Северный флот ВМС НОАК) — штаб и центр МТО в Шэньяне, орган управления сухопутных войск в Цзинане, орган управление ВМС в Циндао,
- Западное командование театра военных действий (бывшие Ланьчжоуский и Чэндуский военные округа) — штаб в Чэнду, органы управления сухопутных войск и ВВС в Ланьчжоу, центр МТО в Синине,
  - Тибетский и Синьцзянский военные районы.
- Южное командование театра военных действий (бывшие Гуанчжоуский и Чэндуский военные округа, включая Южный флот ВМС НОАК,) — штаб в Гуанчжоу, орган управление сухопутных войск в Наньнине, орган управления ВМС в Чжаньцзяне, центр МТО в Гуйлине,
  - Гонконгский и Макаоский гарнизоны НОАК.
- Восточное командование театра военных действий (бывший Нанкинский военный округ, включая Восточный флот ВМС НОАК) — штаб в Нанкине, орган управление сухопутных войск в Фучжоу, орган управление ВМС в Нинбо, орган управления ВВС в Уху, центр МТО в Уси,
- Центральное командование театра военных действий (бывшие Пекинский и Цзинальский военные округа) — штаб в Пекине, орган управления сухопутных войск в Шицзячжуане, центр МТО в Чжэнчжоу.
  - Пекинский гарнизон

ВВС КНР разделены на те же пять округов. 

Общая численность Народно-освободительной армии Китая к началу 2023 года составляла 2,035 млн человек. Из них в сухопутных войсках служило 965 тыс. человек, во флоте — 260 тыс., в авиации — 395 тыс., в ракетных войсках — 120 тыс., в силах стратегической поддержки — 145—175 тыс., в силах материального обеспечения — 150 тыс. человек.
Также, кроме впервые опубликованной в Military Balance численности армии, помимо структуры, указаны территориальные споры (Тайвань, Япония).

### Сухопутные войска
Сухопутные войска долгие годы представляли собой основную часть НОАК, находясь под непосредственным руководством ЦВС. 31 декабря 2015 года впервые создан штаб Сухопутных войск НОАК. Сухопутные войска НОАК КНР состоят из 13 армейских групп (эквивалентны общевойсковым армиям) и нескольких дивизий.

### Военно-воздушные силы
Включают в себя Воздушно-десантный корпус.

### Военно-морской флот
Включает в себя Корпус морской пехоты и Военно-морскую авиацию. ВМС КНР состоят из трёх флотов: Северного (Бэхайского), Восточного (Дунхайского) и Южного (Нанхайского).

### Ракетные войска

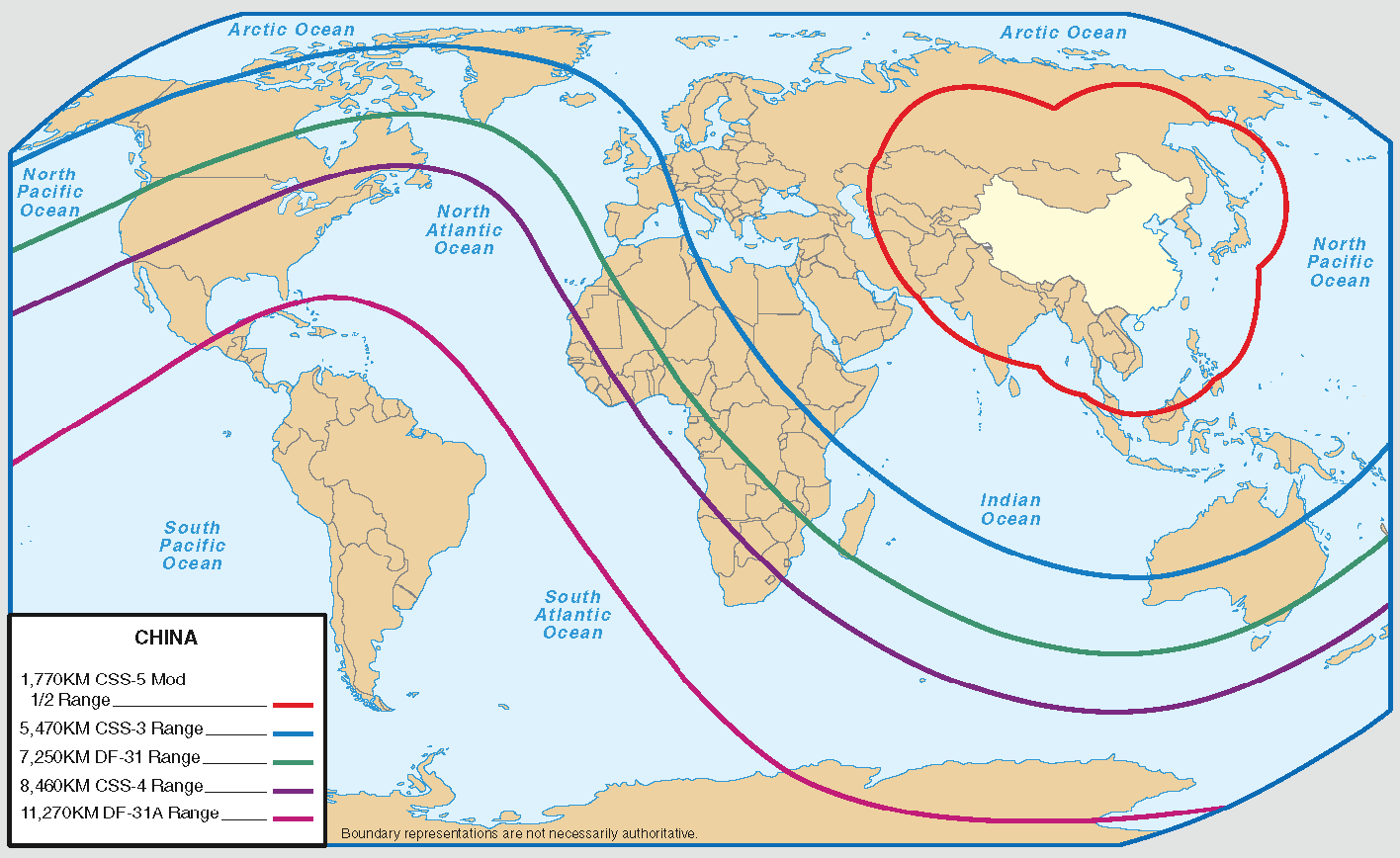
Радиусы действия китайских баллистических ракет

Ракетные войска Народно-освободительной армии Китая созданы 1 января 2016 года. Являются китайским аналогом РВСН, имеют численность около 120 тыс. человек. Подразделяются на шесть ракетных баз, по несколько бригад и полков в каждой, инженерную базу, учебно-испытательную базу и базу хранения ядерных запасов. Эти силы играют основную роль в стратегическом сдерживании и несут ответственность за недопущение применения другими странами ядерного оружия против Китая. Они отвечают также за нанесение ядерного контрудара и точечный обстрел конвенциональными ракетами.
Министерство обороны КНР опубликовало заявление о том, что в рамках учений ракетных войск НОАК 25 сентября 2024 г. (03:44 мск). был осуществлен запуск межконтинентальной баллистической ракеты. «Цель запуска — проверка вооружения и уровня подготовки войск. Китай заранее уведомил о запуске страны региона. Ракета с макетной боевой частью упала в установленной акватории Тихого океана». Как уточнили в Минобороны КНР, пуск соответствует международному праву и не направлен против какого-либо конкретного государства.

### Силы стратегического обеспечения
Космические силы Китая. Силы стратегического обеспечения НОАК созданы 1 января 2016 года. Действуют в сфере радиоэлектронной борьбы, кибервойны, управления искусственными спутниками и др.
Подразделяются на космические войска и кибервойска (сетевые войска).

### Силы материально-технического обеспечения
Объединённые силы материально-технического обеспечения при ЦВС КНР созданы 13 сентября 2016 года. Силы созданы на основе управлений тылового обеспечения бывших семи военных округов, отвечают за материально-техническое обеспечение. Имеют базу тылового обеспечения в городе Ухань, центры материально-технического обеспечения в каждой зоне боевого командования в городах Уси, Чжэнчжоу, Гуйлинь, Синин и Шэньян.

## Вооружение и военная техника

Военный парад 3 сентября 2015 года в честь 70-й годовщины Победы китайского народа в войне сопротивления Японии и окончания Второй мировой войны.
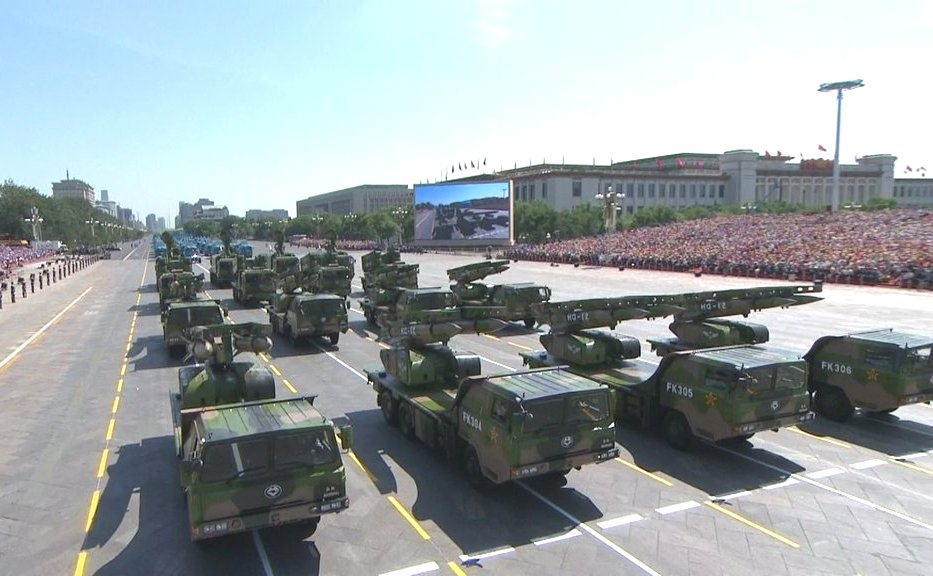
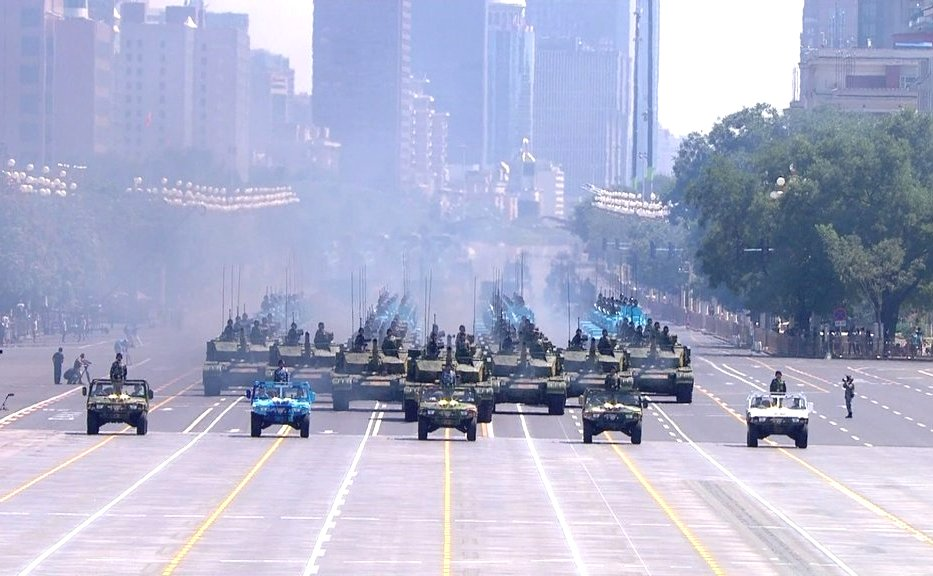
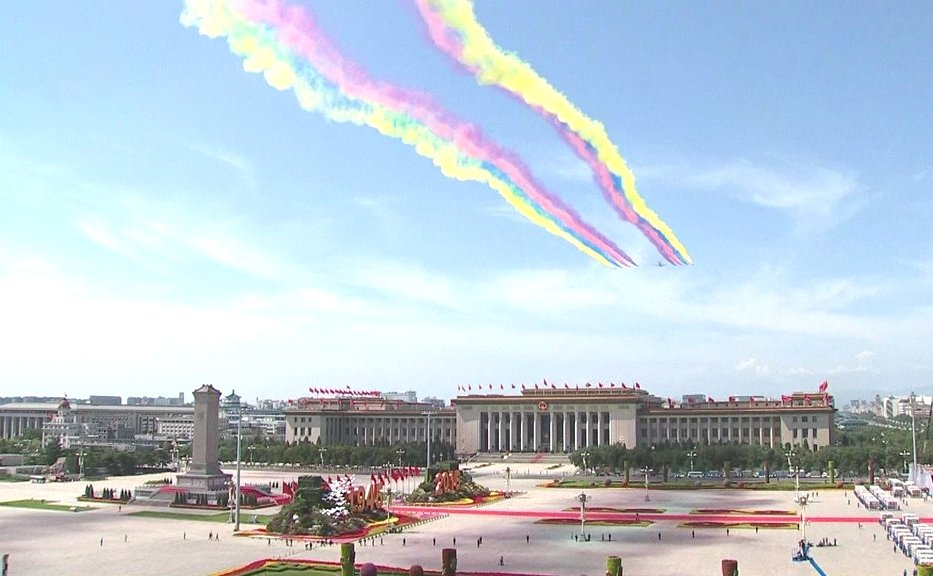

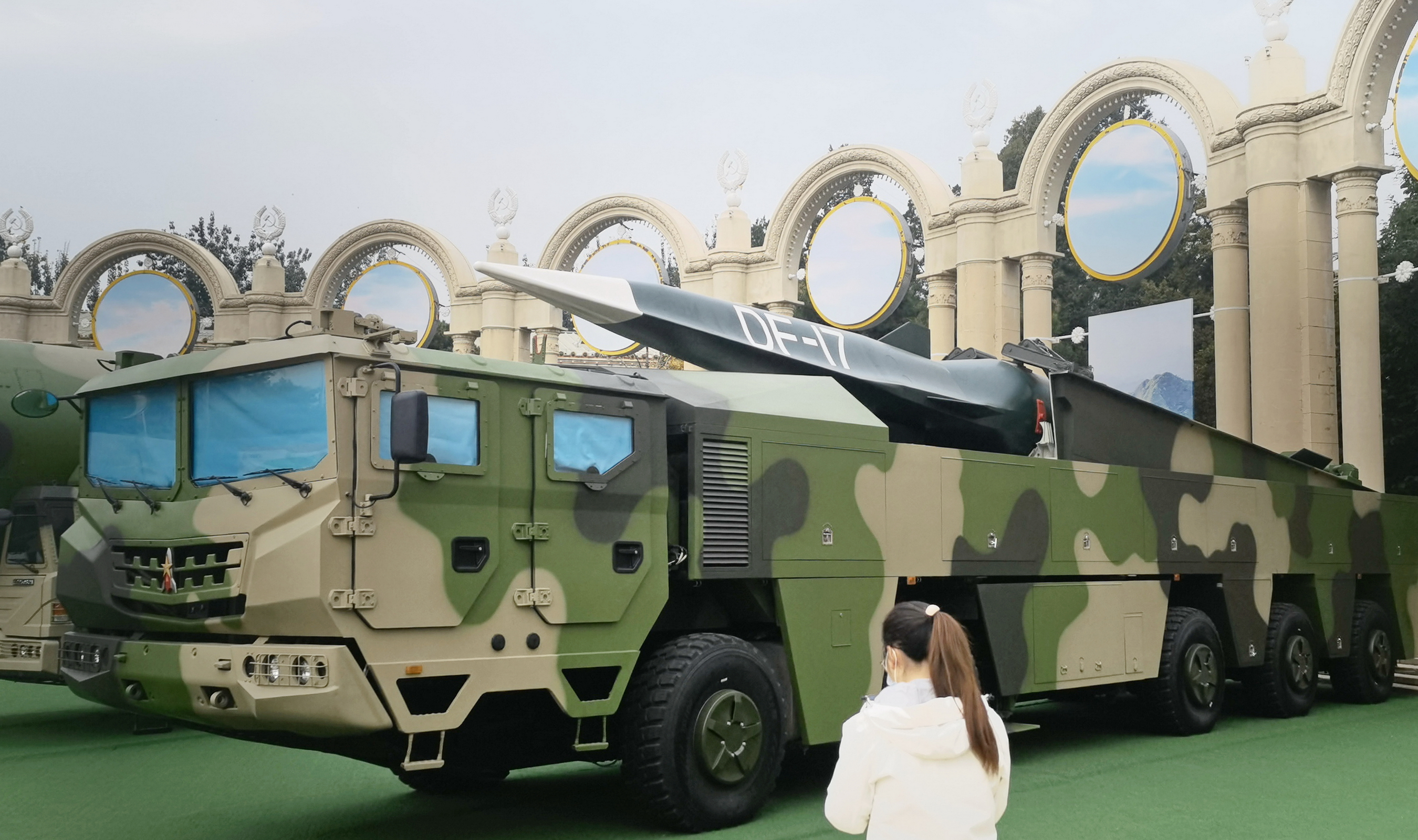
БРСД DF-17

По данным Министерства обороны США, к середине 2024 года у Китая было около 600 ядерных зарядов. Согласно другим оценкам независимых российских обозревателей, ядерный арсенал Китая составляет до 3 тысяч и даже свыше 10 тысяч боезарядов, учитывая период производства уже больше полувека. На вооружении ракетных войск к 2025 году находилось более 850 пусковых установок баллистических и крылатых ракет, а с учётом установок PHL-191 сухопутных войск их общее число превысило 970.
В начале 2025 г. космические войска управляли 267 спутниками: навигационными, связи, разведывательными, раннего предупреждения о ракетном нападении и прочими, а также многоразовым космическим БПЛА СSSHQ. В начале 2024 г. Китай занял второе место после США по суммарному количеству военных и гражданских разведывательных спутников, которое, по словам генерала Стивена Уайтинга, достигло 359 единиц. Военные разрабатывают для коммерческих спутников искусственный интеллект.
Китай создаёт противоспутниковую и противоракетную оборону, которая включает ракеты кинетического перехвата, космические аппараты с манипуляторами для захвата спутников, лазеры и комплексы РЭБ.

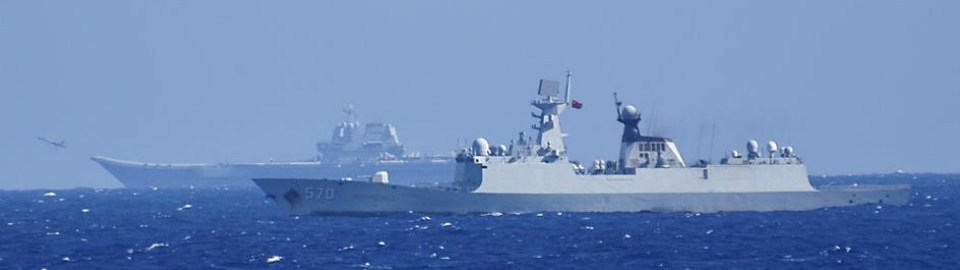
Авианосец «Шаньдун»

Военно-воздушные силы и военно-морские силы имели в 2025 г. 78 самолётов ДРЛОиУ и свыше 780 истребителей новой постройки (J-10C, J-15Т, J-16, J-35 и J-20), оснащённых БРЛС с АФАР, ракетами PL-10, PL-15 и PL-17 а также сотни других истребителей и около 900 ПУ ЗУР. На вооружении, кроме того, состояло без малого 220 дальних бомбардировщиков H-6, 200 истребителей-бомбардировщиков JH-7A, неопределённое количество БПЛА и другие самолёты. Во флоте числилось 59 подводных лодок и некоторое количество АНПА, более 240 надводных кораблей, среди которых было 2 авианосца и 40 тральщиков, свыше 204 ракетных, патрульных и десантных катеров, а также беспилотных тральщиков, 170 с лишним вспомогательных судов.

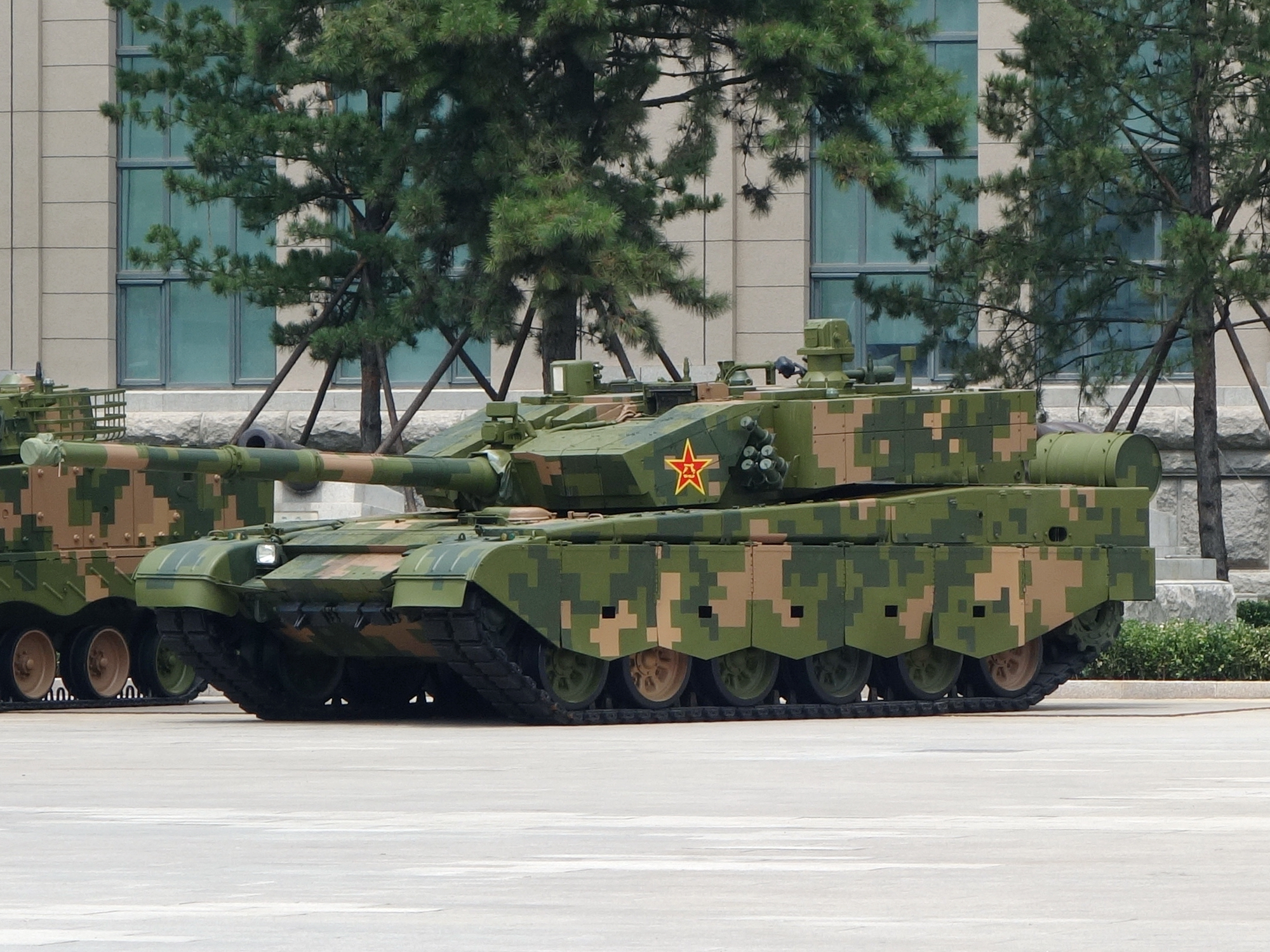
Тип 99 (танк)

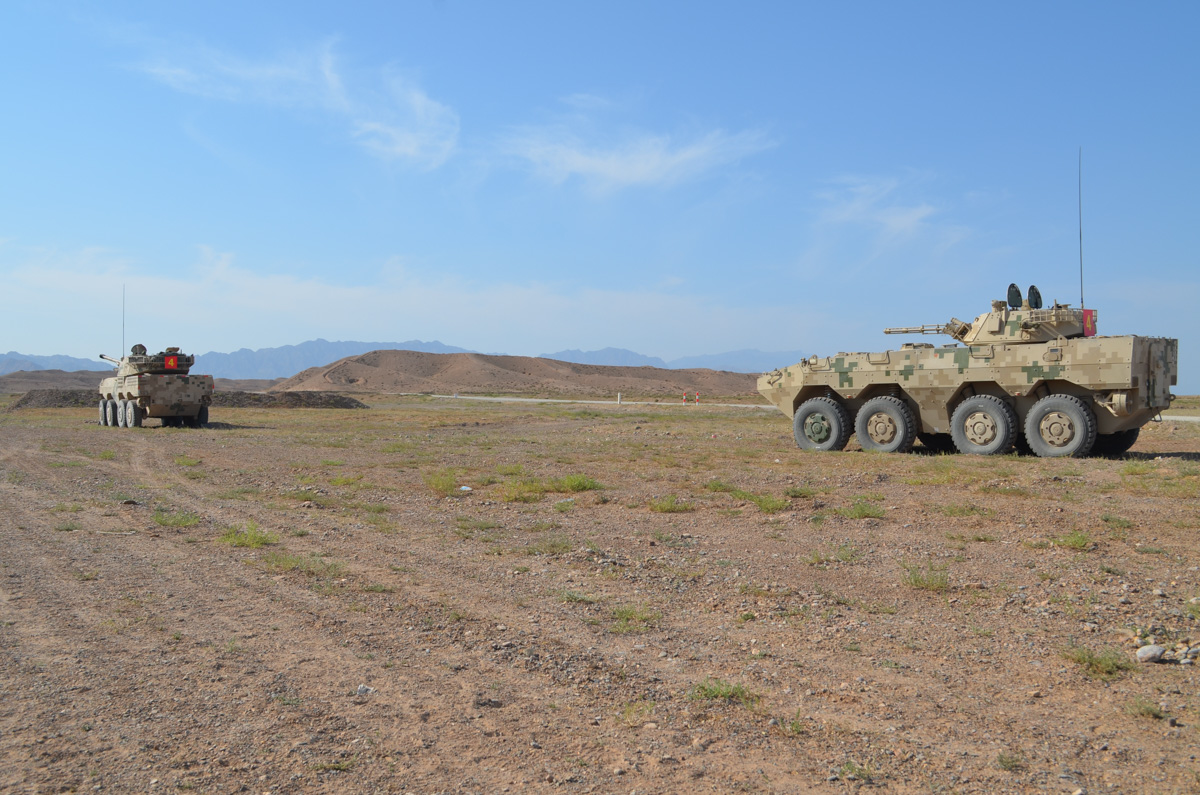
БМТВ ZTL-11 и БМП ZBL-08

На базах хранения сухопутных войск покоится несколько тысяч старых артиллерийских установок и единиц бронетехники. Далее речь пойдёт только о вооружении строевых частей, имевшемся к началу 2025 года.
- БПЛА KVD002, KVD001, BZK-008, «Гарпия», Ziyan Blowfish A2, квадрокоптеры и т. д; портативные средства РЭБ, лазеры, дроны-перехватчики и ручные сеткомёты[40][41][42][43].
- 320 ударных вертолётов WZ-10 и Z-19; 720 транспортных и многоцелевых: Z-9WZ, Z-20 (около 150), Ми-17, Z-8 различных модификаций, а также учебных Z-11 и H-120.
- Более 750 ЗРК (HQ-16, HQ-7→Тор-М1/HQ-17/HQ-17A), несколько сотен ЗРПК и ЗСУ (PGZ-09, PGZ-04A, Type 625E, SWS3), тысячи буксируемых ЗУ (PG-99 и других)[44][45][46].
- Около 1100 РСЗО средних и больших калибров, 1125 самоходных ПТРК с противотанковыми ракетами HJ-8, HJ-9 и HJ-10. Артиллерийские бригады оснащены дальнобойными высокоточными комплексами: PHL-191 и PHL-03[47][48]. Общевойсковые бригады располагают 122-мм РСЗО двух поколений, различающихся автоматизированным управлением и пакетным перезаряжанием: PHZ-89→PHZ-11, PHL-81→PHL-11 и так далее.
- 3240 самоходных гаубиц, более 2200 буксируемых гаубиц и противотанковых пушек. Артиллерийские бригады и полки вооружены преимущественно 155-мм дальнобойными САУ: PCL-181 и PLZ-05[49][50]. Общевойсковые бригады получили 122-мм САУ: PLZ-89→PLZ-07, PLL-09, PCL-09→PCL-161, PCL-171[51][52].
- 1250 самоходных 120-мм гаубиц-миномётов: PLZ-10 и PLL-05. 2800 миномётов, в том числе самоходных скорострельных PCP-001.
- 4700 основных боевых танков, неполные 3000 лёгких танков и боевых машин с тяжёлым вооружением, включая противотанковые САУ, среди которых преобладают современные ZTZ-96 и ZTZ-99, ZTQ-15, ZTD-05 и ZTL-11.
- 8810 БМП, включая амфибийные, и 3600 БТР. Основные типы: ZBD-04, ZBD-05, ZBL-08, ZSD-89 и ZSL-92.
- Большое количество бронемашин семейства Dongfeng Mengshi, в частности Dongfeng CSK-181. Имеются грузовики FAW MV3 и других моделей.
- Самоходный понтонный мост GZM-003, машина для отрывки котлованов GJW-410, инженерная машина разграждения GCZ-112, лёгкий сапёрный танк БТР-89, путепрокладчик GCZ-110 и тяжёлый механизированный мост GQL-111[53].

22 марта 2018 г. по государственному телевидению КНР были показаны кадры испытании в Китае дистанционно управляемого танка типа Т59 (WZ-120).
Солдаты сухопутных войск, корпуса морской пехоты и ВДВ, начиная с разведчиков и спецназовцев, а на некоторых направлениях массово оснащаются индивидуальной боевой системой (ИБС), которая объединяет портативный компьютер и новый шлем с многофункциональным прибором ночного видения. ИБС распознаёт своих и чужих и обменивается информацией со штабом в режиме реального времени. Академия военных наук НОАК испытала Интегрированную систему интеллектуального взаимодействия (включает очки дополненной реальности с камерами и умные перчатки), при помощи которой бойцы отработали создание графической информации и обмен ею, стрельбу из-за угла, не высовывая головы, управление птицеподобными орнитоптерами и другими роботами. Было показано, как эти роботы штурмовали здания, снабжали солдат на передовой и перебрасывали канат через реку. Разведывательные и ударные орнитоптеры, имитирующие воробьёв, орлов и других птиц поступили на вооружение Народно-освободительной армии и Народной вооружённой полиции Китая.
Объединённые силы материально-технического обеспечения используют для экстренного снабжения беспилотные вертолёты F500, похожие на вертолёты CR500 «Golden Eagle» и мультикоптеры. Располагают автогрейдерами, тягачами, грузовиками, двухзвенными гусеничными и колёсными вездеходами, в том числе беспилотными. Личный состав некоторых бригад применяет экзоскелеты. 
Военные эксперты проводят прямую корреляцию между уровнем развития БПЛА и эффективностью вооружённых сил, а Китай является вторым по величине рынком беспилотных летательных аппаратов в мире после Соединенных Штатов.

## Военная инфраструктура

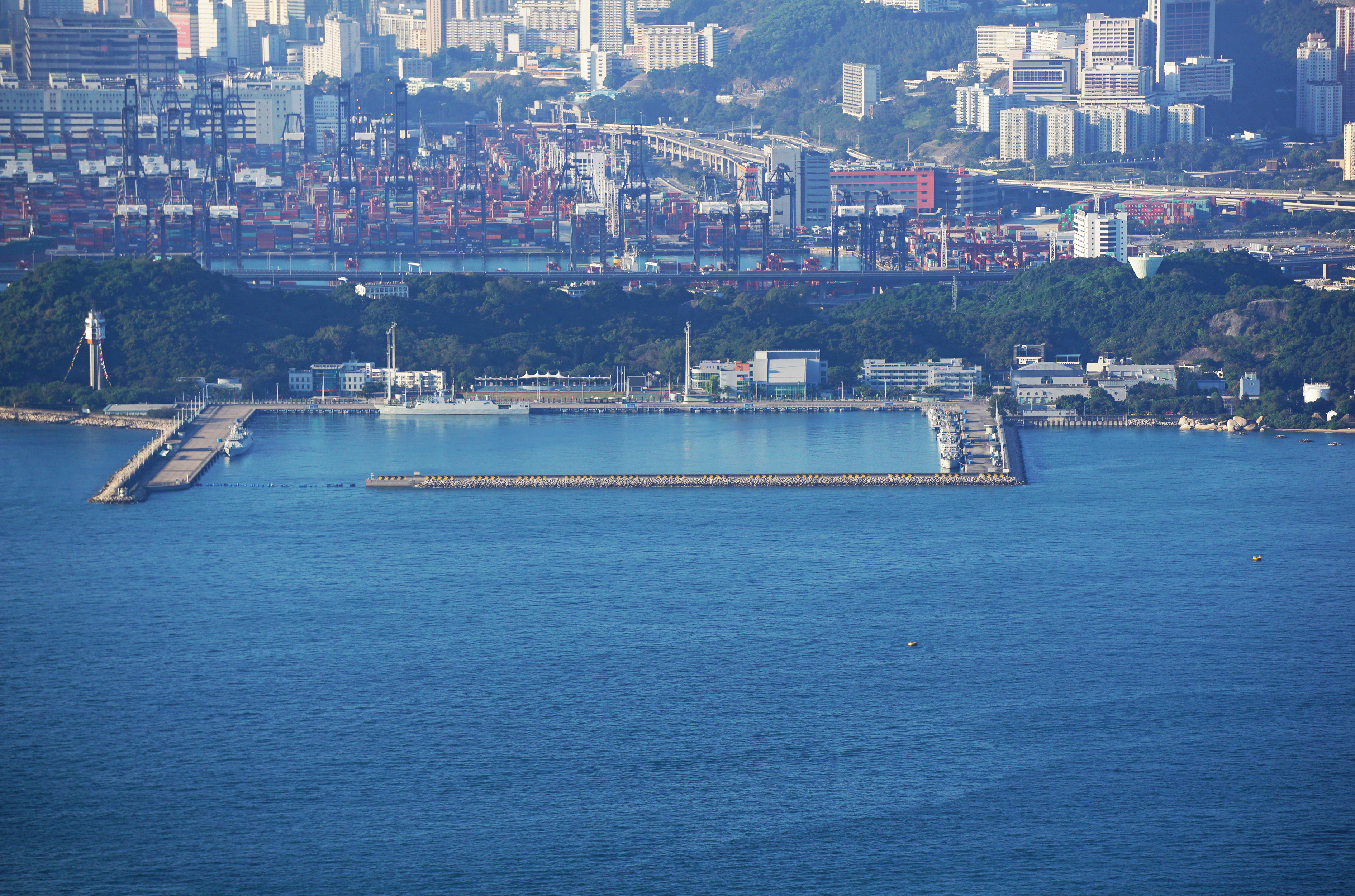
Одна из ВМБ в Гонконге (2016 г.)

Объединённые силы материально-технического обеспечения управляют умными автоматизированными складами, полевыми лагерями и госпиталями. Полевые лагеря состоят из интеллектуальных модулей различного назначения: от автоматизированных кухонь и раскладных домиков с кроватями и электронным климат-контролем до мусороперерабатывающих модулей.
На аэродромах, находящихся рядом с Тайванем, возведены разнесённые друг от друга железобетонные укрытия арочного типа. На многих других аэродромах построены ряды бетонных ангаров и сооружены лёгкие металлические укрытия от непогоды. Часть летательных аппаратов, например устаревших учебно-боевых самолётов, размещается под открытым небом. На военно-морских базах построены причалы, включая пирсы, и другие объекты. Крупные базы располагают сухими доками, предназначенными для ремонта авианосцев и кораблей меньшего водоизмещения. На базах атомных подводных лодок есть убежища, представляющие собой подземные туннели.
НОАК, вероятно, имеет доступ к Великой подводной стене и к «Информационной сети голубого океана» (CETC). Последняя состоит из плавучих полупогружных платформ и объектов на рифах. На них установлены поисковые РЛС, антенны AIS и ADS-B, спутниковой, тропосферной и сотовой связи. Возможно подключение гидролокаторов, размещение БПЛА и АНПА.

### Заморские военные базы

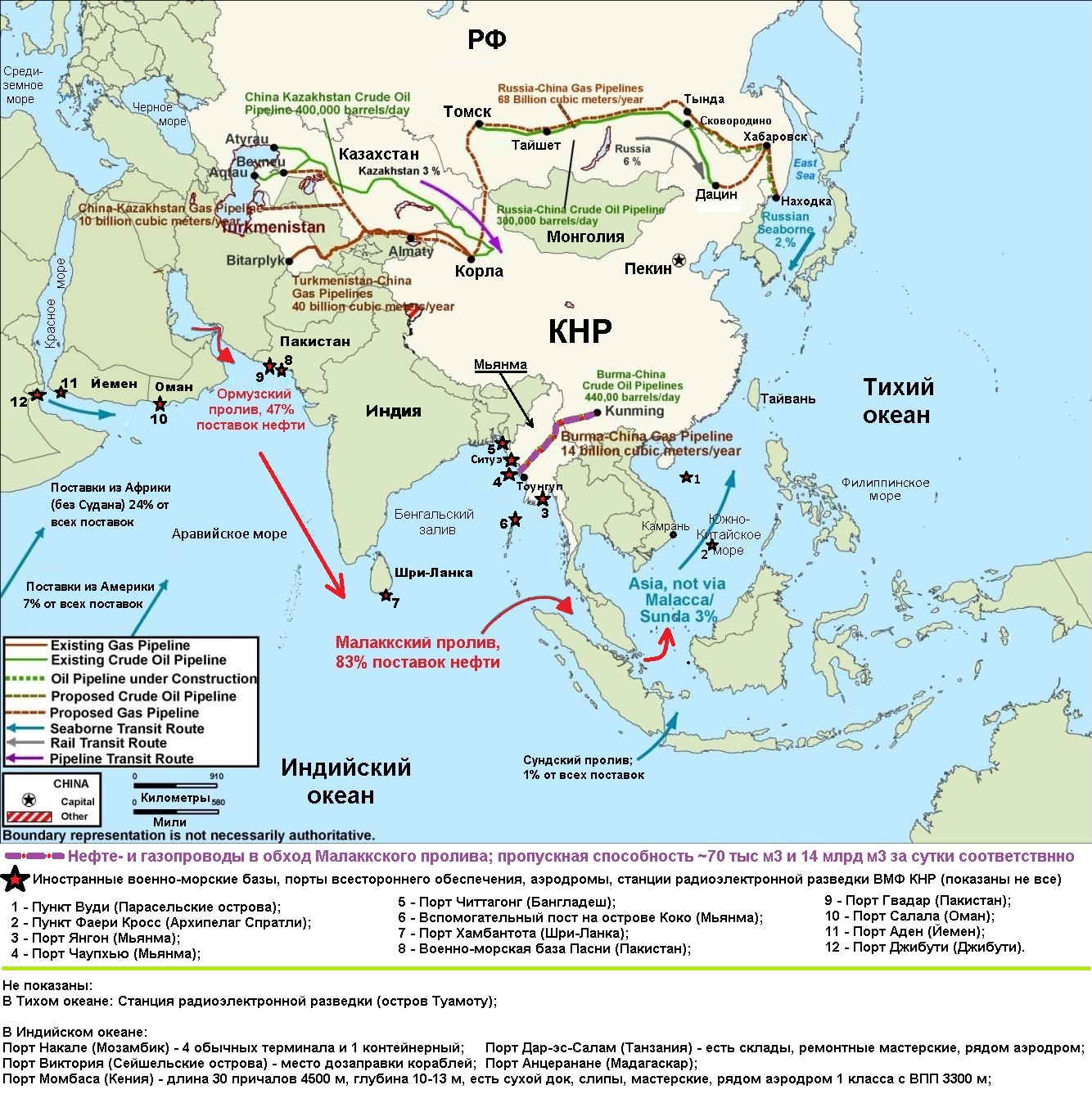
Размещение иностранных военно-морских баз, аэродромов, пунктов снабжения, разведки и др. ВМФ Китая

Министерство обороны КНР признало существование двух иностранных военных баз: в Джибути и в Камбодже. База Реам является совместной китайско-камбоджийской.
Для народного хозяйства КНР большое значение имеет бесперебойное снабжение газом и нефтью. Так, к 2005 г. доля нефти, добываемая на своей территории, покрывала менее половины потребности в ней; в стране практически отсутствовали стратегические запасы нефти; а большая часть импорта из Ближнего Востока происходит по морю, через Индийский океан и Малаккский пролив (ширина всего 40 км), а затем мимо Камрани (Вьетнам). В этих условиях любое обострение отношений с, например, США, и нарушение поставок нефти, может иметь очень серьёзные последствия: доля импортируемой нефти растёт, и в 2016 году достигла 2/3 от потребляемой. Сложившиеся условия заставляют (пока) не ограничиваться защитной прибрежных районов от нападения с моря.
С целью обеспечения бесперебойных поставок нефти, КНР активно наращивает мощь ВМС, и пункты обеспечения их деятельности в Тихом и Индийском океанах. Для этого КНР заключает договоры с разными странами в этих регионах, и захватывает спорные территории. Если в 1976 г. военное судно КНР впервые в истории ВМФ НОАК вышло из прибрежных морей в центральную часть Тихого океана, то в 2008 г. корабли уже постоянно патрулировали разные участки Индийского и Тихого океанов. Для обеспечения их присутствия в Мировом океане были созданы (или арендованы) военно-морские базы, пункты всестороннего снабжения, радиоэлектронной разведки и навигационного обеспечения:
В Тихом океане:
- Пункт Вуди (Woody Island, Парасельские острова). Продолжаются работы по оборудованию причалов, способных принимать крупные надводные корабли и подводные лодки. Есть аэродром с взлётно-посадочной полосой 2350 м. Предполагают, что на острове могут быть размещены зенитные ракетные комплексы HQ-9 с дальностью 200 км, способный перехватывать баллистические ракеты. Имеются причалы для гидросамолётов; за счёт намывания грунта ведётся подготовка к увеличению длины ВПП так, чтобы принимать самолёты всех типов.
- Пункт Фаери Кросс входит в состав архипелага Спратли. Состоит из ряда рифов, расстояние между которыми доходит до 300 км.

Основным объектом является атолл Файери Кросс (искусственно созданный). На нём находится аэродром (ВПП 3000 м), параллельная рулёжная дорожка, причалы для приёма крупных надводных кораблей (включая нефтеналивные), метеостанция, склады ГСМ и боеприпасов. На других атоллах (рифы: Джонсона, Куатерон, Гейвен, Суби, Мисчиф) находятся посты наблюдения, раннего предупреждения и передовой обороны. В мае 2018 г. на трёх спорных островах были размещены ракеты большой дальности, способные уничтожать корабли на расстоянии до 545 км (YJ-12B) и воздушные цели на расстоянии до 300 км (HQ-9B).
- Пункт Реам в Камбодже расположен недалеко от строящейся высокоскоростной железной дороги Китай—Лаос—Таиланд, которая связана с китайской инициативой «Один пояс и один путь»[88].

В Индийском океане:
— Северная часть океана.
- Порт Чаупхью (остров Рамри, Мьянма) — конечный пункт нефтепроводов и газопроводов, проведённых из КНР с целью разгрузить морской путь перевозок и избежать прохода уязвимых танкеров через Молуккский пролив. Планируется строительство железной дороги до провинции Юньнань (КНР). Обеспечивает корабли ВМС НОАК водой, продовольствием, топливом.
- Порт Читтагонг (Бангладеш) — предназначен для размещения боевых и торговых кораблей, обеспечивает контейнерные перевозки.
- Порт Хамбантота (Шри-Ланка) — контейнерный порт, обеспечивает корабли, несущие дежурство в Индийском океане.
- Порт Янгон (Мьянма) — крупный транспортный узел, используется для дозаправки кораблей. Разрабатываются планы по его использованию для выхода в Индийский океан из юго-западной провинции КНР Юньнань.
- Порт Гвадар (Пакистан) — военно-морская база с 12 причалами и оборудованием для навигационного обеспечения подводных лодок; соединён с военно-морской базой Пасни автодорогой, которая может использоваться для взлёта и посадки самолётов. Сухопутным путём Гвадар соединён с Синьцзян-Уйгурским автономным районом. По договорённости с правительством Пакистана, в Гвадере также размещена китайская станция радиоперехвата.
- Вспомогательный пост на острове Коко (Мьянма) — центр радиолокационного наблюдения за прохождением судов и навигационная станция для подводных лодок. Используется для связи, радиоэлектронной разведки и РЭБ.

— Западная часть океана
- Порт Салала (Оман) — пять причалов длиной от 300 до 1200 м, глубина в порту 18 м. Используется для дозаправки кораблей ВМС НОАК.
- Порт Аден (Йемен) — 16 причалов, есть плавучие доки и слипы для ремонта кораблей типа эсминец.
- Порт Джибути (Джибути) — обеспечивает базирование кораблей вплоть до крейсеров. Длина причалов 3800 м, глубина 12 м. КНР заключила договор о строительстве военно-морской базы, договор о свободной торговой зоне и о праве работать в стране китайским банкам. На 2017 г. использовался для снабжения судов водой, топливом и продовольствием[89].
- Порт Дар-эс-Салам (Танзания) — общая длина причалов 3800 м, глубина 12 м, есть склады и нефтехранилища. В 12 км есть аэродром с двумя ВПП.
- Порт Момбаса (Кения) длина причалов 4500 м, глубина до 13 м. Есть склады, два нефтехранилища, сухой док, слипы, рядом аэродром 1 класса с ВПП 3300 м.

— Южная часть океана
- Порт Виктория (Сейшельские острова) — используется для снабжения китайских судов топливом.
- Порт Анциранана (Мадагаскар) — используется для дозаправки.
- Используется ряд других меньших пунктов всестороннего обеспечения. Правительство КНР изучает обстановку и пытается заключать двусторонние договора для использования иностранных портов для обеспечения присутствия своих ВМС в районах Мирового океана, сильно удалённых от материкового Китая[90].

Однако из-за значительных качественного и количественного отличий состава ВМС КНР и США, перспективы гарантированного безопасного подвоза нефти морским путём в ближайшее время не предвидится. Проблема могла бы быть решена при установлении полного контроля над такими нефтеносными районами, поставки из которых трудноуязвимы для ударов с моря.

## Китай в Арктике
Правительство КНР проявляет большой интерес к участию в освоении богатого природными ресурсами арктического региона (30 % мировых запасов газа и т. п.), использованию его для транспортных перевозок. То, что эта страна географически не имеет никакого отношения к региону, не смущает китайских специалистов, которые считают, что она является «околоарктическим государством» (near-Arctic State), что даёт ей право осваивать его, поскольку «Арктика является достоянием всего человечества».
Уже в 1993 г. КНР приобрёл на Украине первый ледокол (Сюэлун-1), а затем приступил к строительству ледоколов на своих верфях. Затем КНР перешёл от покупки иностранных ледоколов к их постройке на своих верфях; China General Nuclear Power Group планирует в 2025 г. завершить строительство самого большого в мире ледокола с двумя ядерными силовыми установками.

## Участие НОАК в миротворческих и гуманитарных операциях

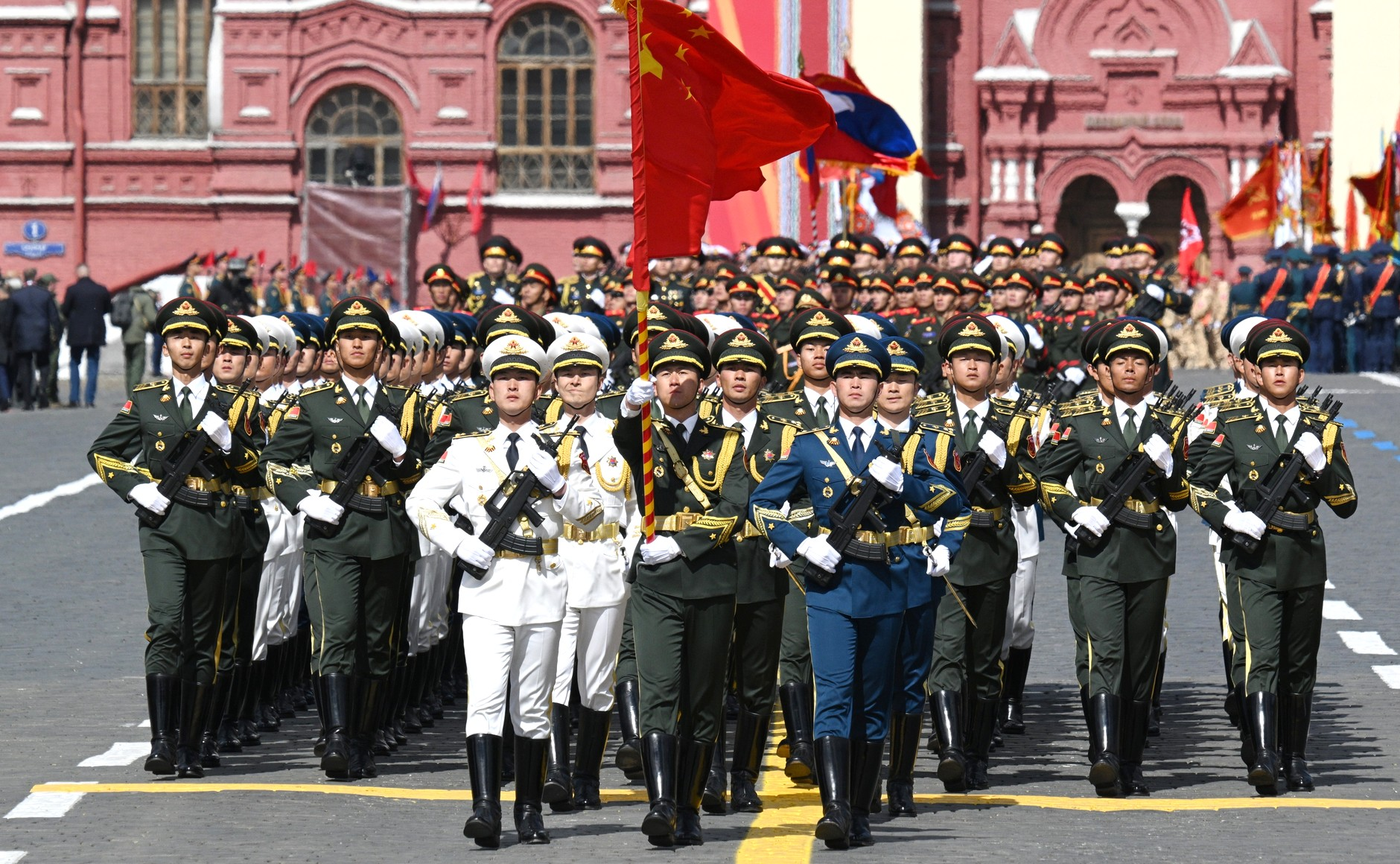
Военнослужащие НОАК на Параде Победы 2025 года в Москве

Участие КНР в миротворческих операциях ООН началось только в 1990 году с направления 5 офицеров-наблюдателей на Ближний Восток. По состоянию на 2012 год уже около 2 тысяч китайских военнослужащих были задействованы в миротворческих операциях ООН, главным образом в Африке. Китайский флот несколько лет вёл борьбу с сомалийскими пиратами в Аденском заливе, а в 2010—2011 гг. крупное госпитальное судно посетило ряд пострадавших стран Африки и Карибского бассейна для оказания медицинской помощи их жителям.
29 марта 2021 года состоялся первый визит делегации НОАК в Сирию. Китайская делегация состояла из представителей вооруженных сил, спецслужб, а также фармацевтических компаний КНР, предложивших правительству страны помощь в борьбе с вирусом COVID-19.

## Защита китайских граждан за рубежом
После того, как началась гражданская война в Ливии (2011), к берегам Африки был отправлены фрегат «Сюйчжоу» и военно-транспортные самолёты НОАК для эвакуации многочисленной (до 40 000 чел.) китайской колонии в Ливии.

## Требования к военнослужащим
В 2014 году The China Daily сообщила об ослаблении требований к желающим вступить в ряды НОАК. В ряды китайских вооружённых сил стали приниматься мужчины с ростом от 160 см (ранее — от 162 см) и женщины с ростом от 158 см (ранее — от 160 см). Были ослаблены требования к весу призывников и зрению, но в то же время официальный сайт НОАК гласил, что страдающие ожирением военные автоматически лишаются возможности карьерного роста в армии.
Официально командование НОАК считает, что татуировки и любые наколки на теле военнослужащего не только являются демаскирующим признаком, но и разрушают имидж «самой мощной и дисциплинированной» армии в мире. Тем не менее, в 2014 году ряды НОАК впервые открыли для обладателей татуировок, но только для тех, у кого татуировки, находящиеся на «видимых» частях тела (с учётом наличия рубашки с коротким рукавом), не превышали 2 см в диаметре, а на скрытых под одеждой местах — до 3 см.
Согласно директиве 2006 г., военные училища страны закрыты для тех, кто страдает храпом, поскольку это может нарушать нормальную жизнедеятельность других военнослужащих и ухудшать уровень их подготовки.
С 2024 года, согласно законодательству, разрушение брака военнослужащего НОАК (склонение жены солдата к измене) карается наказанием до 3 лет лишения свободы.

## Противодействие агрессии США
27 ноября 2023 г. американский эсминец USS Hopper незаконно вошел в территориальные воды КНР у островов Сиша в Южно-Китайском море, сообщили в южном боевом командовании НОАК. Судно было вытеснено из китайских вод. Офицер из южной зоны южного боевого командования НОАК Тянь Цзюньли уточнил, что военные задействовали свои военно-морские и военно-воздушные силы для «отслеживания, мониторинга и предупреждения» судна. Он также обвинил США в стремлении к «морской гегемонии» и «милитаризации Южно-Китайского моря».